# Sistema educativo de Francia

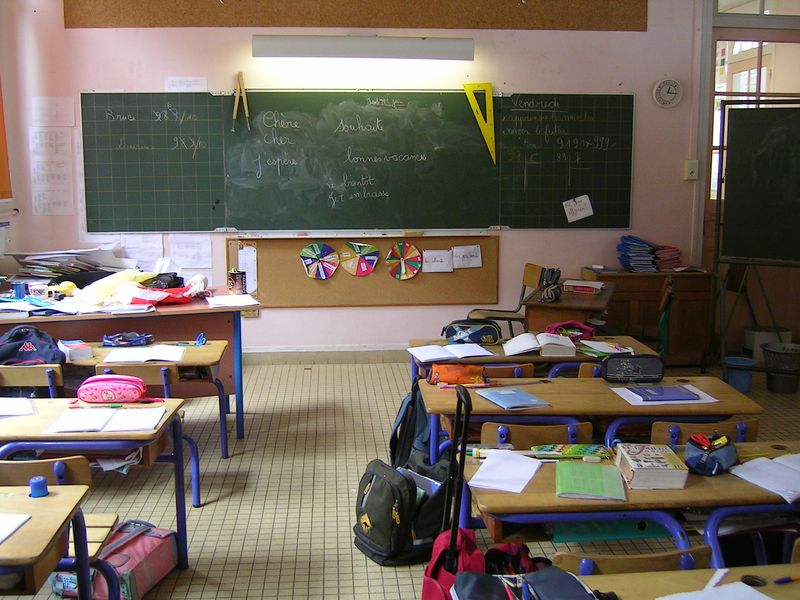
Clase de una escuela elemental

La educación en Francia está organizada de manera altamente centralizada, con tres claras subdivisiones: educación primaria (enseignement primaire), educación secundaria (enseignement secondaire) y educación superior (enseignement supérieur). 
Todos los programas educativos en Francia están regulados por el Ministerio de Educación Nacional, Juventud y Vida Comunitaria (Ministère de l'Éducation nationale, de la Jeunesse et de la Vie associative).
En los niveles primario y secundario, el plan de estudios es el mismo para todos los estudiantes franceses, lo que incluye instituciones públicas, semipúblicas y subvencionadas. Sin embargo, existen secciones especializadas y una variedad de opciones que los estudiantes pueden elegir. La referencia para todos los educadores franceses es el Bulletin officiel de l'éducation nationale, de l'enseignement supérieur et de la recherche (B.O.), que enumera todos los programas y directivas docentes actuales.
La escolarización en Francia no es obligatoria (aunque la instrucción sí lo es). Dado que la ley francesa exige únicamente la educación y no necesariamente la asistencia a la escuela, las familias pueden impartir la enseñanza por sí mismas, siempre que cumplan con las normas educativas establecidas por la ley y controladas por el Estado.

## Historia
La escuela republicana francesa, laica, pública y obligatoria, que se creó como elemento fundamental de la República Francesa, con la separación Iglesia-Estado y como instrumento de la conciencia nacional, incluso de la generalización del uso de la norma culta o académica del idioma francés. Una concepción del elitismo basada en la meritocracia intelectual, y un alto nivel de exigencia tanto en el reclutamiento de profesores como en los alumnos, se orientaban a la formación de los cuadros dirigentes de la burocracia, la empresa (tanto de la empresa pública como de la empresa privada) y la docencia e investigación universitaria. 
En la segunda mitad del siglo XX se produce una profunda transformación, ligada a los cambios sociales e intelectuales (mayo francés o revolución de 1968, movimientos juveniles), a la extensión en edad de la escolarización obligatoria y al aumento de la heterogeneidad de la composición del alumnado (e incluso del profesorado) por la inmigración y degradación de la periferia de las grandes ciudades (banlieues), con un desarraigo y falta de integración social acentuada en la llamada segunda generación (véase Disturbios de Francia de 2005).

## Primer grado

### École maternelle(Educación infantil)
A los tres años de edad los niños comienzan la enseñanza infantil, llamado maternelle (o école maternelle). La etapa infantil comprende los tres cursos del ciclo I de las enseñanzas de primer grado y atiende a alumnos distribuidos por edad: de 3 a 4 años (petite section), de 4 a 5 años (moyenne section) y de 5 a 6 años (grande section). En los dos primeros, los objetivos educativos se fundamentan en fomentar, mediante actividades principalmente lúdicas, el desarrollo de la personalidad del niño y su relación con el entorno; en el último, se prepara la transición a la escuela elemental, donde se inicia el aprendizaje de la lectura, la escritura y la aritmética.

### École élémentaire(Educación Primaria)
Vertebradas en dos ciclos, II y III, las enseñanzas de primer grado de las llamadas écoles élémentaires de la educación primaria comprenden cinco cursos y escolarizan a los alumnos de entre 6 y 11 años.
El ciclo II comprende el año preparatorio (CP) y el elemental primero (CE1), seguidos de los tres cursos del ciclo III: el elemental segundo (CE2), el medio primero (CM1) y el medio segundo (CM2). A lo largo de ellos el alumno se forma en siete materias básicas: Francés, Matemáticas, Ciencia y Tecnología, Geografía e Historia, Educación cívica, Educación artística y Educación física y deportiva.
Es el equivalente a educación primaria en España.
La distribución de los cursos es:
Ciclo II
- Curso preparatorio (CP)
- Curso elemental 1.º (CE1)

Ciclo III
- Curso elemental 2.º (CE2)
- Curso medio 1.º (CM1)
- Curso medio 2.º (CM2)

## Segundo grado

### CollègeetLycée(Educación Secundaria)
En el segundo grado se distingue la enseñanza impartida en los collèges (Primer ciclo) y en los institutos (lycées) generales, tecnológicos y profesionales (Segundo ciclo).
El collège es el lugar donde están escolarizados los adolescentes desde los 11 hasta los 14 años. Tiene como misión ofrecer a los alumnos un tronco común de conocimientos básicos obligatorios y sus contenidos educativos, dirigidos a alumnos comprendidos entre los once y los quince años, se reparten entre las siguientes materias: Francés, Matemáticas, Lengua extranjera I y II, ciencias sociales (Geografía, Historia, Economía y Educación cívica), ciencias experimentales (Física, Biología, Geología y Tecnología), Educación artística, Educación manual y técnica; y Educación física y deportiva. La nueva reforma de 2016 (''para la escuela de confianza'') establecía los ''EPI'' (enseignement pratique interdisciplinaire), en adelante, las asignaturas pueden ser reunidas en temas durante algunos cursos.
Este primer ciclo de enseñanza secundaria comprende cuatro cursos, distribuidos a su vez en tres ciclos: ciclo de observación y de adaptación (Sixième), ciclo central (Cinquième et Quatrième) y ciclo de orientación (Troisième). Al final del curso de troisième, (equivalente a 3.º de ESO) los alumnos deben hacer un examen para obtener un diploma llamado “Diplôme national du Brevet” (basado en 4 pruebas: Francés, Matemáticas, Ciencias sociales y ciencias experimentales). Este examen se llama brevet y, aunque no es imprescindible para pasar al liceo, es obligatorio hacerlo. Prácticamente, todos los alumnos lo aprueban sin problemas.
Tras su paso por el collège, los alumnos continúan sus estudios bien en los institutos de enseñanza general o tecnológica, o bien en los institutos profesionales. Este segundo ciclo de la enseñanza secundaria se extiende aproximadamente de los 15 a los 18 años.
En los institutos de enseñanza general o tecnológica (Lycées d’enseignement général ou technologique) se imparte una formación que dura tres años (Seconde, Premiere y Terminale). Los alumnos de Seconde siguen todos el mismo programa escolar, sin una especialización específica. Al finalizar este curso eligen una rama general o bien tecnológica.
Al finalizar el curso de Terminale (correspondiente a 2.º de Bachillerato en España), los alumnos deben hacer un examen final y nacional para obtener el título de Bachillerato: el baccalauréat.

### Lycée professionnel(Formación profesional)
Los Lycées profesionales preparan en dos años para la obtención del Certificado de aptitud profesional (CAP) y para el Brevet de estudios profesionales (BEP), o en tres años para la obtención del título de bachillerato profesional baccalauréat professionnel. El objetivo de esta formación es dotar a los alumnos de una cualificación profesional que les permita desempeñar un oficio.
Algunos institutos de enseñanza general ofrecen ciclos de formación complementaria de dos cursos de duración tras el bachillerato profesional: se trata del BTS (Brevet de Technicien Supérieur), título de Técnico Superior.

### Reforma delLycée général
A partir del curso 2019-20, el lycée (bachillerato) se modifica con una reforma. Hasta entonces los alumnos debía elegir si seguían con sus estudios L (Literarios), ES (económicos y sociales) o S (científicos). Tras la reforma, todos los alumnos tienen unas asignaturas comunes y deben elegir 3 especialidades para el año de première (1.º bachillerato), de las cuales dejaran solo 2 para el año de Terminale (2.º bachillerato).
Las asignaturas comunes son las siguientes, las horas por semana están indicada entre paréntesis:
- Francés (4h), en 2.º bachillerato pasa a ser filosofía (4h)
- Historia y geografía (3h)
- Enseñamiento moral y cívico (0,5h)
- Lengua 1 y lengua 2 (4,5h)
- Deporte (2h)
- Ciencias (2h)
Y las especialidades son las siguientes, duran 4 horas por semana en Première y 6 horas en Terminale:
- Artes
- Biología y ecología
- Historia-geografía, geopolítica y ciencias políticas
- Humanidades, literatura y filosofía
-Lengua, literaturas y culturas extranjeras y regionales (inglés, castellano, italiano, alemán, portugués)
- Matemáticas
- Informática/Ciencias informáticas
- Ciencias de la vida y de la Tierra
- Ciencias de la ingeniería
- Física y Química
- Ciencias económicas y sociales

## Tercer grado
La educación superior en Francia está organizada en tres niveles, reconocidos por el Proceso de Bologna, los cuáles se corresponden con los de otros países europeos: la License y License Professionnelle (Título de grado), los títulos de Máster y Doctorado. Las instituciones se dividen entre Grandes écoles y universidades públicas.
El proceso de acceso a la universidad depende de diferentes factores como la nacionalidad del estudiante, su país de residencia actual y el tipo de institución a la que desea postularse.